# Léviathan (roman d'Auster)
Pour les articles homonymes, voir Léviathan (homonymie).
 (avril 2014).
Si vous disposez d'ouvrages ou d'articles de référence ou si vous connaissez des sites web de qualité traitant du thème abordé ici, merci de compléter l'article en donnant les références utiles à sa vérifiabilité et en les liant à la section « Notes et références ».
Léviathan (titre original : Leviathan) est un roman de Paul Auster paru en 1992, traduit pour les éditions Actes Sud en 1993. Il a obtenu le prix Médicis étranger la même année.
Il porte en exergue : « Tout État actuel est corrompu » (Ralph Emerson).

## Léviathan
Le Léviathan est dans le Livre de Job un monstre gigantesque, qui sera plus tard représenté par une gueule ouverte ; dans la langue, il passe pour désigner toute chose monstrueuse et terrifiante. Avec Thomas Hobbes en 1651, il devient l’État, l’État despotique, le pouvoir absolu, le seul qui, malgré son visage peu amène semble au philosophe le garant d’une vraie société civile. Le romancier allemand Arno Schmidt intitule « Léviathan » une nouvelle qui décrit la fuite désespérée de civils à Berlin, sous les bombes, en 1943. On y rappelle que Nietzsche appelait l’État « un monstre froid ».
Noter aussi que le nom Leviathan, en anglais, peut désigner une grande organisation ou institution, et qu'il est utilisé en marine pour désigner un énorme navire.

## Résumé
Peter Aaron, écrivain et narrateur de l’histoire, vient de lire dans le journal le récit de la fin « explosive » de son ami Benjamin Sachs. Alors qu'il était en train de fabriquer une bombe à côté de sa voiture, celui-ci a été tué, accidentellement semble-t-il. Peter s’attend à la visite du FBI, et n’est pas étonné de cette fin pour Benjamin. Le destin de ce dernier fut marqué par la bombe qui explosa à Hiroshima au moment de sa naissance le 6 août 1945. Peter évoque la vie de son ami : un itinéraire de quarante ans qui passe par l’écriture. Si Peter et Benjamin sont tous deux écrivains de fiction, Benjamin n’a écrit qu’un seul roman : un livre dans lequel il essaie d’imiter « tous les styles » moins pour faire preuve de virtuosité que faute de pouvoir opter pour une seule solution. Le parcours de Sachs est semé de détails significatifs quant à son problème d’identité et sa conviction d’être « l’enfant de la bombe ». Par exemple, la mère de Ben l’emmena enfant avec ses copains visiter la statue de la Liberté. Saisie de vertige, elle s’assied sur une marche, tandis que son fils grimpe tout seul dans la « torche » et s’y livre à des contorsions dangereuses… Au cours d’une fête célébrant le centenaire de la Statue de la Liberté, et alors qu'il est déjà marié, Ben se laisse charmer par Maria, artiste volubile (inspiré directement de l'artiste Sophie Calle qui en retour se conformera personnellement au personnage de Maria, créé par Auster, pour composer une œuvre, Gotham Handbook) et ex-amante de Peter. Il l'entraîne sur l'échelle de secours pour mieux voir le feu d'artifice donné pour l'occasion. Il tombe alors de plusieurs mètres de haut. Sa vie change ; il divorce, cesse d’écrire, se retire dans une maison en forêt dans le Vermont.
L’itinéraire de Sachs prend un relief inattendu ; le nouveau livre sur lequel il travaille « Léviathan » ; dont on reste à ignorer le contenu, ne l’empêche pas de rencontrer un homme en voiture, qu’il tue, en état de légitime défense. Dans le véhicule, il trouve des explosifs, et beaucoup de billets de banque. Apprenant que l’homme est marié et père, il ne veut pas le livrer à la police et s’obstine à vivre chez sa femme, lui donner l’argent, adoptant presque sa fillette. Tout cela ne lui apporte guère de satisfaction ; alors, il commence une carrière de terroriste à l’image de l’homme qu’il a tué ; on pense que cet homme travaillait pour le FBI : Sachs, lui, ne s’attaque qu’à des reproductions de la Statue de la Liberté qu'on trouve par centaines dans différentes petites villes du pays. Il fait exploser de nombreuses statues dans tout le pays, sans jamais faire de victime mais en accompagnant ses attentats de message contre l'État américain. C'est en fabriquant une nouvelle bombe qu'il trouve la mort.

## Analyse et commentaire
- La narration est classique en cela qu’elle commence par la fin et reprend tout de suite à un moment antérieur où se sont rencontrés les deux personnages principaux ; puis des allées et venues dans le passé, au hasard semble-t-il des souvenirs du narrateur qui cherche à reconstituer le pourquoi de l’événement qui ouvre le livre.

- Le couple Peter/Benjamin apparaît comme un organe qui comprend deux individus complémentaires: l’écrivain qui a réussi et veut croire aux valeurs de la création littéraire (c’est aussi un personnage mineur, effacé) et celui qui n’y croit plus et cesse vite d’écrire, pour se lancer dans l’action. Des actions un peu dérisoires : attenter à des statues de la Liberté… sans pouvoir s’en prendre à la principale… mais courageuses et d’une valeur symbolique. Ce roman témoigne à travers ses personnages d’une nation en quête d’identité, qui a perdu ses repères.

## Citation
- Incipit: Il y a six jours, un homme a été tué par une explosion, au bord d'une route, dans le nord du Wisconsin. Il n'y a pas eu de témoin, mais on pense qu'il était assis à côté de sa voiture garée sur l'herbe quand la bombe qu'il était en train d'assembler a sauté par accident[2].